# Panorpa esakii
Panorpa esakii är en näbbsländeart som beskrevs av Syuti Issiki 1929. Panorpa esakii ingår i släktet Panorpa och familjen skorpionsländor. Inga underarter finns listade i Catalogue of Life.